# Uxegney
Uxegney là một xã ở tỉnh Vosges, vùng Grand Est, Pháp. Xã này có diện tích 8,94 km² dân số năm 1999 là 1905 người. Xã này nằm ở khu vực có độ cao trung bình 342 m trên mực nước biển. 
Người dân địa phương danh xưng tiếng Pháp là Ursiniens.

## Biến động dân số
| 1962                                         | 1968 | 1975 | 1982 | 1990 | 1999 |
| -------------------------------------------- | ---- | ---- | ---- | ---- | ---- |
| 891                                          | 1074 | 1352 | 1550 | 1745 | 1905 |
| Số liệu từ năm 1962: Dân số không tính trùng |      |      |      |      |      |